# Harry H. Laughlin
Harry Hamilton Laughlin, född 11 mars 1880 i Oskaloosa, Iowa, död 26 januari 1943 i Missouri, var en amerikansk lärare, rektor och eugeniker. Han verkade som direktör för forskningsinstitutet Eugenics Record Office från dess påbörjande 1910 till dess avslut 1939, samt var en av de mest aktiva och inflytelserika personerna inom amerikansk eugenisk politik, speciellt inom lagstiftning för tvångssterilisering.